# Stockholms långdistansklubb
Stockholm Långdistansklubb (SLDK) är en idrottsklubb i Stockholm. Klubben bildades i slutet av 1999. Klubben arrangerar Sörmland Ultra Marathon (SUM). SUM är en traillöpningstävling på ca 50 km.

## Historia
Klubben bildades för att kunna arrangera en terränglöpningstävling, samt för att "samla" de i Stockholm som håller på med långdistansidrott. Många i klubben har genomfört Kalmar Triathlon, och det var mycket fokus på triathlon i början. De senaste åren har inriktningen varit mer åt ultramarathonhållet. Triathlon och annat "jobbigt" som till exempel att kunna genomföra En Svensk Klassiker är fortfarande i fokus för alla.
Klubben arrangerar även "Rogers Bergstävling". Det är en tävling där man ska springa uppför Hammarbybacken i Stockholm. Inte bara en gång, utan man ska ned på baksidan och tillbaka till foten av backen för ytterligare fem besigningar. Totalt är det dryga milen. Denna "populära" tävling arrangeras tre gånger per år, varav "Lucia edition", med glögg och pepparkakor efteråt kan vara årets höjdpunkt för de som är med. Tider nedåt 41 minuter krävs för att vinna. Segrarna (dam/herr) får varsin fristart i Sörmland Ultra Marathon.
Klubben arrangerar sedan 2017 även Trosa Ultra Backyard, http://www.trosaultrabackyard.se/ och backyardtävlingar är varvtävlingar där man springer runt, runt och runt. Tills en är kvar.